# Luka Vrzić
Luka Vrzić (Zagabria, 5 gennaio 2007) è un calciatore croato, attaccante dell'HNK Gorica.

## Carriera

### Club
Ha iniziato a giocare a calcio nel settore giovanile della Dinamo Zagabria per poi proseguire con quello del Rudeš nella stagione 2021-2022 ed infine a quello dell'HNK Gorica l'anno successivo; il 13 aprile 2024 ha debuttato a livello professionistico con quest'ultimo club, giocando l'incontro di prima divisione croata perso 2-0 contro la Dinamo Zagabria; termina la sua prima stagione con 5 presenze, a cui ne aggiunge poi ulteriori 18 nel corso della stagione 2024-2025, sempre disputata nella prima divisione croata, categoria in cui milita anche nella stagione 2025-2026.

### Nazionale
Ha giocato con le nazionali giovanili croate Under-17 ed Under-18.

## Statistiche

### Presenze e reti nei club
Statistiche aggiornate al 14 agosto 2025.
| Stagione          | Squadra           | Campionato        | Campionato | Campionato | Coppe nazionali | Coppe nazionali | Coppe nazionali | Coppe continentali | Coppe continentali | Coppe continentali | Altre coppe | Altre coppe | Altre coppe | Totale | Totale | Totale |
| Stagione          | Squadra           | Comp              | Pres       | Reti       | Comp            | Pres            | Reti            | Comp               | Pres               | Reti               | Comp        | Pres        | Reti        | Pres   | Reti   |        |
| ----------------- | ----------------- | ----------------- | ---------- | ---------- | --------------- | --------------- | --------------- | ------------------ | ------------------ | ------------------ | ----------- | ----------- | ----------- | ------ | ------ | ------ |
| 2023-2024         | HNK Gorica        | HNL               | 5          | 0          | CC              | 0               | 0               | -                  | -                  | -                  | -           | -           | -           | 5      | 0      |        |
| 2024-2025         | HNK Gorica        | HNL               | 18         | 0          | CC              | 1               | 0               | -                  | -                  | -                  | -           | -           | -           | 19     | 0      |        |
| 2025-2026         | HNK Gorica        | HNL               | 2          | 0          | CC              | 0               | 0               | -                  | -                  | -                  | -           | -           | -           | 2      | 0      |        |
| Totale HNK Gorica | Totale HNK Gorica | Totale HNK Gorica | 25         | 0          |                 | 1               | 0               |                    | -                  | -                  |             | -           | -           | 26     | 0      |        |
| Totale carriera   | Totale carriera   | Totale carriera   | 25         | 0          |                 | 1               | 0               |                    | -                  | -                  |             | -           | -           | 26     | 0      |        |